# Rodoeste
A Rodoeste é uma empresa portuguesa de autocarros para o transporte suburbano, que opera sobretudo na zona oeste da ilha da Madeira, ligando a cidade do Funchal a diversas localidades dos concelhos de Câmara de Lobos, Ribeira Brava, Ponta do Sol, Calheta, Porto Moniz e São Vicente.
O serviço regular de passageiros é feito através de 22 carreiras, cujos movimentos diários atingem uma média de 5.500 quilómetros..

## História
A Rodoeste é um empresa constituída em março de 1967, resultado da fusão de três antigas empresas concessionárias de carreiras de transporte coletivo de passageiros, nomeadamente a Empresa Automobilista da Ribeira Brava, Lda., a Sociedade Automobilista de Câmara de Lobos, Lda. e a Sociedade de Automóveis do Estreito de Câmara de Lobos, Lda..
Atua principalmente na zona oeste da ilha da Madeira, especificamente nos concelhos de Câmara de Lobos, Ribeira Brava, Ponta do Sol, Calheta, Porto Moniz e São Vicente. Também dispõe de serviços de turismo e excursões para todos os locais de interesse da ilha da Madeira.
A sua frota tem um total de 83 autocarros.

## Galeria

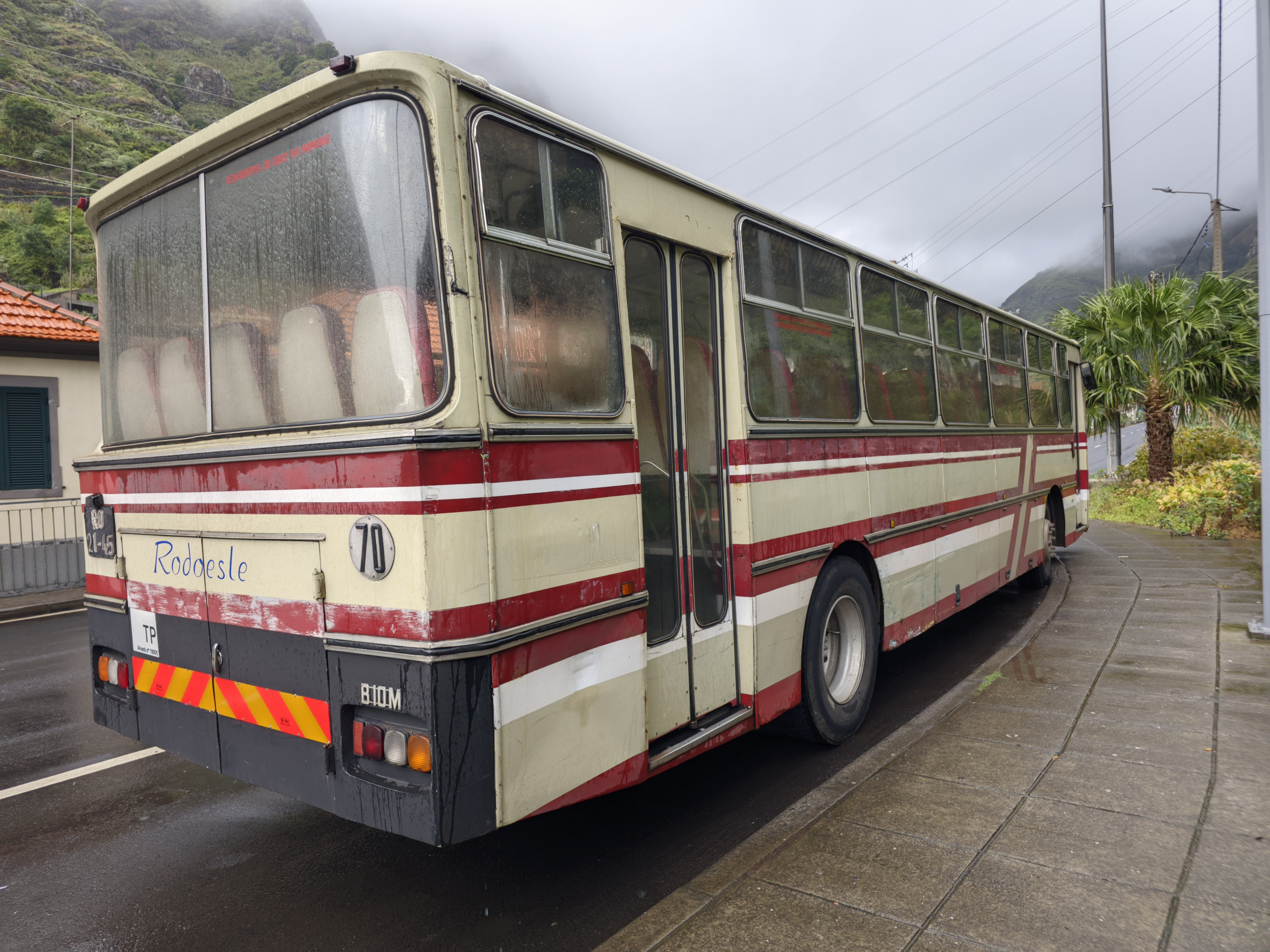
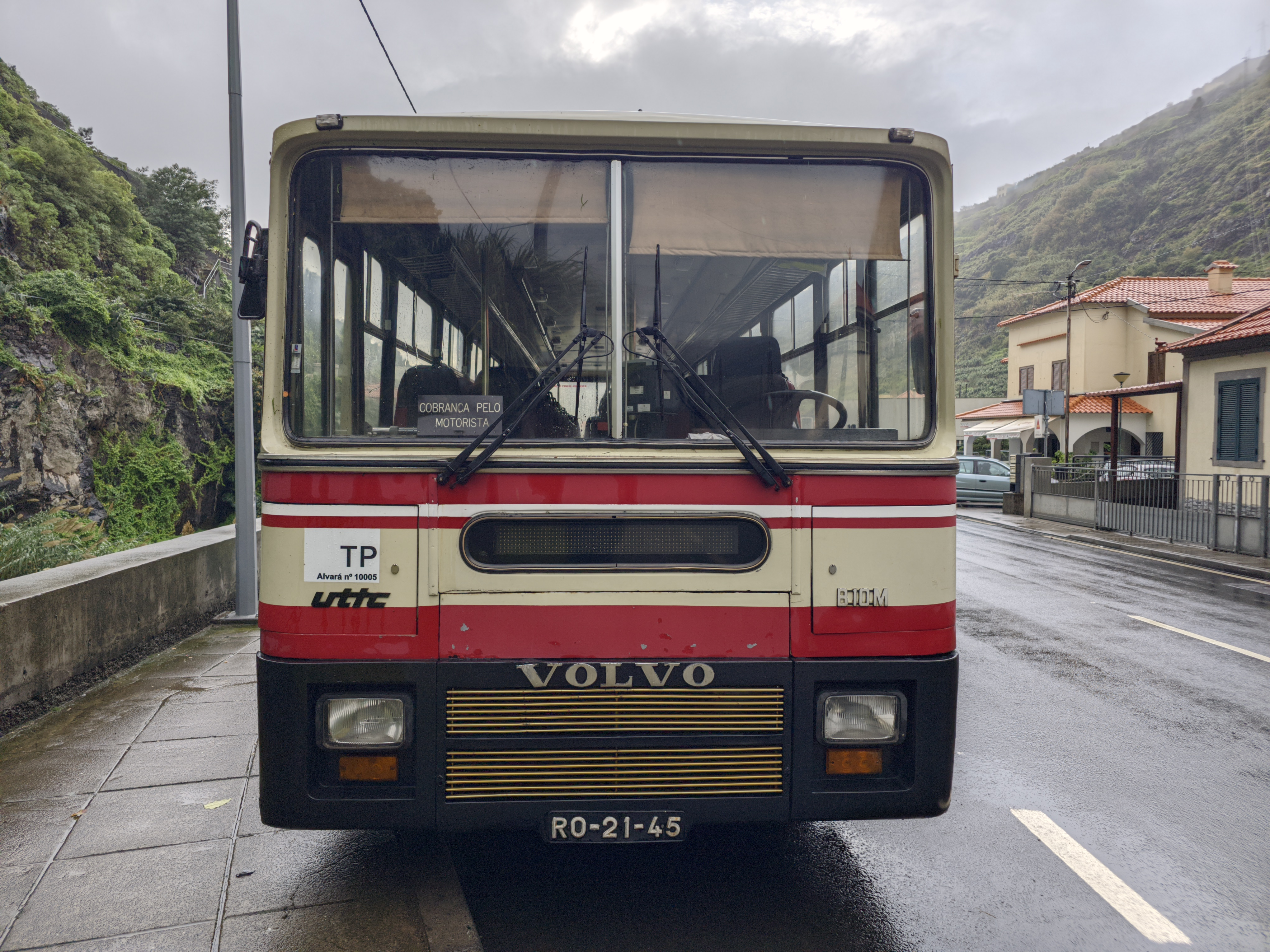